# Ischnomantis flavescens
Ischnomantis flavescens är en bönsyrseart som beskrevs av Lucien Chopard 1940. Ischnomantis flavescens ingår i släktet Ischnomantis och familjen Mantidae. Inga underarter finns listade i Catalogue of Life.